# Liste der Kulturdenkmäler in Pirmasens
In der Liste der Kulturdenkmäler in Pirmasens sind alle Kulturdenkmäler der rheinland-pfälzischen Stadt Pirmasens aufgeführt. Grundlage ist die Denkmalliste des Landes Rheinland-Pfalz (Stand: 4. Mai 2020).
Die Liste ist nach Stadtteilen sortiert.

## Teillisten
- Liste der Kulturdenkmäler in Pirmasens-Kernstadt
- Liste der Kulturdenkmäler in Erlenbrunn
- Liste der Kulturdenkmäler in Fehrbach
- Liste der Kulturdenkmäler in Gersbach
- Liste der Kulturdenkmäler in Hengsberg
- Liste der Kulturdenkmäler in Niedersimten
- Liste der Kulturdenkmäler in Windsberg
- Liste der Kulturdenkmäler in Winzeln